# Sagzahn
Der Sagzahn ist ein 2228 Meter hoher Berg im Rofangebirge, einer Untergruppe der Brandenberger Alpen im österreichischen Bundesland Tirol. Seinen Namen, abgeleitet von Sägezahn, trägt der Berg, weil er mit seiner zackigen Form wie ein Zahn aus der Umgebung herausragt. Von Süden aus betrachtet erscheint er zwar nur als Felsbuckel im Verlauf des hier nord-südlich verlaufenden Rofan-Hauptkamms, nach Osten jedoch besitzt der Sagzahn durch seine eindrucksvollen Wände aus dem harten Gestein Hauptdolomit eine große geografische Dominanz gegenüber den östlich vorgelagerten Almen. Durch seine leichte Erreichbarkeit vom Achensee und von Münster im Inntal aus, ist er bei Bergsteigern und Alpinkletterern ein beliebtes Ziel.

## Umgebung
Der Sagzahn erhebt sich im hier nordsüdlich verlaufenden Hauptkamm des Rofangebirges und bildet den zweithöchsten Punkt der Kette. Benachbarter Berg ist im Norden, getrennt durch die in ihrer merkwürdig geformten Ostwand eindrucksvolle sogenannte Schokoladetafel, die 2259 Meter hohe Rofanspitze. Südlich liegt als Endpunkt des Rofan-Hauptkamms das Vordere Sonnwendjoch mit 2224 Metern Höhe. Nach Westen fällt das Gelände in etwa 40° Neigung mit grasigen und schrofigen Bereichen hinab zur Schermsteinalm. Die Ostseite des Sagzahns besteht jedoch aus steilen bis 350 Meter hohen Wänden mit ausgedehntem Schuttfuß, der bis zur Zireinalm auf etwa 1700 Metern Höhe reicht. Nächstgelegene Orte sind im Südosten Münster im Inntal, das 4,5 Kilometer Luftlinie entfernt liegt und Eben am Achensee, das gut 5 Kilometer im Südwesten liegt.

## Geologie
Siehe Artikel Hochiss

## Touristische Erschließung
Da das Gebiet durch seinen fruchtbaren Boden schon früh besiedelt wurde und von Süden und Westen her der Sagzahn leicht zu ersteigen ist, gibt es keine Überlieferungen zu Erstbesteigungen im 19. Jahrhundert. Heute führt ein dichtes Wanderwegnetz durch das Rofangebirge und der Sagzahn ist leicht von der Bayreuther Hütte, auf 1576 Metern nordwestlich oberhalb von Münster gelegen, aus zu erreichen. Der Normalweg (leichtester Anstieg) von der Hütte aus führt in, laut Literatur, zwei Stunden zunächst auf das Vordere Sonnwendjoch und dann in nördlicher Richtung über den grasigen Kammrücken zum Gipfelkreuz. Auch von der Erfurter Hütte (1831 m) ist ein Anstieg möglich. Dieser verläuft in nordöstlicher Richtung über den Grubastieg bis hinauf zur Grubascharte auf 2102 Metern Höhe, dann südlich unterhalb der Rofanspitze zum Schafsteigsattel (2173 m). Von dort aus führt durch die Westwand des Sagzahns ein mit Drahtseilen gesicherter Steig zum Gipfel. Die Gehzeit beträgt bei dieser Variante etwa 3 Stunden.

## Klettern
Geklettert wird am Sagzahn seit 1912, als Herbert Eichhorn über den Nordgrat im heutigen Schwierigkeitsgrad UIAA III den Gipfel erreichte. 1926 stiegen Schmid und Moser durch die Pfeilerverschneidung der Ostwand im Grad UIAA-V und seit 1947 kletterte Matthias Rebitsch weitere Routen frei durch die Ostwand, die in der Schwierigkeit UIAA VI angesiedelt sind. Bis Anfang der 1990er Jahre wurden viele neue Führen eröffnet, die dann in der Route Atamaca erstmals dort den VIII. UIAA-Grad erreichten (Erstbegeher Hanspeter Jesus Schrattenthaler und Darshano L. Rieser, 1992).